# Kitab at-ta'arruf
Kitab at-ta'arruf is een boek geschreven door Abu Bakr al-Kalabadhi of Kalabadhi (waarschijnlijk geboren in Buchara, eind tiende eeuw als Abu Bakr ibn Abi Ishaq Muhammad ibn Ibrahim ibn Ya'qub al Buchari al-Kalabadhi).
Het boek is geschreven met 2 bedoelingen:
1. Het was een inleiding in soefismeleer voor moslims uit de eerste 300 jaar van de islam.
2. De schrijver probeert te zorgen dat islamitische orthodoxie en soefisme elkaar niet tegenspreken.